# アニマルズ・クリスマス
『アニマルズ・クリスマス』(The Animals' Christmas)はアート・ガーファンクルとエイミー・グラントによるアルバム。ジミー・ウェッブ作曲の、イエス・キリストの生誕を動物たちの視点から描いた物語をテーマとするクリスマス・カンタータである。
1983年12月18日のニューヨーク大聖堂や12月21日のロイヤル・フェスティバル・ホールで行われたコンサートの録音をリリースする予定であったが、エイミー・グラントを加えてスタジオレコーディングし直されたものが発表された。曲の演奏はカール・デイヴィス指揮のロンドン交響楽団、コーラスはキングス・カレッジ・スクール聖歌隊である。

## 収録曲
特記無き曲はジミー・ウェッブ作曲。
1. 受胎告知 - "The Annunciation" – 2:39
2. 野の動物達 - "The Creatures of the Field" – 2:31
3. 小さな旋律 - "Just a Simple Little Tune" – 2:54
4. 告示 - "The Decree" – 3:23
5. ぐずネコPHAT - "Incredible Phat" – 4:59
6. やさしき動物達 - "The Friendly Beasts" (Traditional, Jimmy Webb) – 3:24
7. らくだの果てしなき旅 - "The Song of the Camels" (Elizabeth Coatsworth, Jimmy Webb) – 2:46
8. いにしえのスパニッシュ･キャロル - "Word from an Old Spanish Carol" (Ruth Sawyer, Jimmy Webb) – 3:41
9. キャロル･オブ･ザ･バーズ - "Carol of the Birds" (Bas-Quercy, Jimmy Webb) – 2:00
10. 悪戯ガエル - "The Frog" – 5:15
11. ヘロデ王 - "Herod" – 4:19
12. ワイルド･グース - "Wild Geese" – 3:36